# Храбри кројач
Храбри кројач је немачка бајка коју су забележила Браћа Грим и објавила у својој збирци прича под редним бројем 20.  

## Прича
Једног дана храбри кројач је купио теглицу џема, и када су му се муве навадиле на џем, он узе прво што му паде под руке и убије случајно чак седам једним ударцем. Тај чин га одушеви, и он од радости поче да узвикује: „СЕДАМ ЈЕДНИМ УДАРЦЕМ“, и инспирисан, крене по свету тражећи срећу. Убрзо он срете џина, и мислећи да кројач под бројем седам мисли да је средио седам одраслих мушкараца једним ударцем, изазва га на мегдан. Џин узе камен и стисну га тако јако да из њега изађе вода. Кројач то исто учини, само уместо да је узео камен, он га тајно замени за мекани сир из своје торбе. Када је џин бацио камен далеко да се једва видео у даљини, кројач пусти птицу из руке, изгледајући као да је бацио камен који није пао. Онда га је џин замолио да му помогне да понесу дрво. Кројач му мудро рече да узме дебло, а он ће носити гране, што би тако да је кројач држао гране, а џин је подигао и њега и дрво и преместио на друго место.
Џин га је повео кући, где су и остали џинови живели. Током ноћи џин је покушао да убије кројача тако што ће га згњечити у току ноћи, али кројач се пре сна преместио из кревета у ћошак, откривајући да је кревет огроман за њега.
Чувши о његовим подвизима, краљ замоли кројача да среди два џина која задају краљевству проблем, а заузврат ће му краљ дати руку своје кћери. Кројач пристану и изврши задатак са лакоћом, изазивајући и провоцирајући џинове један на другог бацајући им камење са дрвета док су спавали.
После тога краљ му даде своју кћер за жену и они живеше срећно до краја живота.
Прича варира и мења се од народа до народа, као и од времена, тако да данас постоји више верзија ове приче, и верује се да је ова најприближнија оригиналном приповедању.

## Адаптације
Мики Маус се појављује у Дизнијевом кратком анимираном филму, Храбри кројач, који је базиран на овој причи.